# Soundtrack
Pojam soundtrack izvorno znači zvučna traka; tonski zapis glazbene pratnje filma, scenskog djela, televizijske serije itd.
Danas se pod tim pojmom najčešće podrazumijeva samo glazba iz filmova i računalnih igara (Final Fantasy), koja se često objavljuje izdvojeno na soundtrack CD-ovima.
Ponekad se glazba snima samo za film (Groznica subotnje večeri), a često sadrži glazbu raznih izvođača kako bi tematski pratila film.
Henry Mancini, koji je osvojio nagradu Emmy i dva Grammyja za svoj soundtrack televizijske serije Peter Gunn, bio je prvi skladatelj koji je postigao veliki uspjeh među širim gledateljstvom. Mnogi i danas prepoznaju "Peter Gunn temu" iako im je izvorna televizijska serija nepoznata.

### Popularniji glazbeni zapisi iz filma
- The Mambo Kings (''soundtrack'')

## Vanjske poveznice
- Peter Gunn u internetskoj bazi filmova IMDb-a